# Беннетер, Клаус Уве
Клаус Уве Беннетер (нем. Klaus Uwe Benneter; 1 марта 1947, Карлсруэ) — немецкий социалистический политик, в 1977 году лидер молодёжной организации СДПГ, в 2004—2005 — генеральный секретарь СДПГ. Известен левыми политическими взглядами и близостью к Герхарду Шрёдеру.

## Юрист-социалист
Родился в семье баденских евангелистов. После окончания средней школы в 1966—1971 учился на юридическом факультете Свободного университета Берлина. С 1971 по 1974 стажировался в суде. С 1975 работал адвокатом, с 1985 — нотариусом.
Клаус Уве Беннетер с ранней юности проникся левыми социалистическими идеями. В 1965 вступил в СДПГ и её молодёжную организацию «Молодые социалисты» (JUSOS). В 1974—1977 был заместителем председателя JUSOS Хайдемари Вечорек-Цойль. В начале 1977 был избран председателем «Молодых социалистов».

## Исключение из партии
Молодёжная организация традиционно занимала более левые позиции, нежели СДПГ в целом. Во второй половине 1970-х в ней доминировала концепция Stamokap — характеризовавшая общественный строй ФРГ как государственно-монополистический капитализм, против которого следует вести революционную классовую борьбу. Выступая с этих позиций, Клаус Уве Беннетер характеризовал Германскую компартию в качестве «политического оппонента» социал-демократов, тогда как ХДС/ХСС — как партию «классового врага». Беннетер выступал за политическое сотрудничество СДПГ с ГКП. Своими эпатажными выступлениями он заработал прозвище Benni der Bürgerschreck — Бенни — Пугало бюргеров.
СДПГ являлась тогда правящей партией ФРГ, и такая позиция шла вразрез с курсом социал-демократического канцлера Гельмута Шмидта. По настоянию партийного руководства летом 1977 Клаус Уве Беннетер был исключён из партии. «Дело Беннетера» было замечено в СССР и использовалось пропагандистским аппаратом. Внутрипартийная коллизия СДПГ подавалась как «преследование инакомыслия в Западной Германии» и едва не «политические репрессии».
Преемником Беннетера во главе JUSOS стал Герхард Шрёдер, будущий лидер СДПГ и канцлер ФРГ. Между Шрёдером и Беннетером установились тесные политические и личные связи.

## Восстановление в партии
В 1983 году Клаус Уве Беннетер по инициативе Герхарда Шрёдера восстановил членство в СДПГ. Беннетер придерживался прежних левых взглядов, но теперь принадлежал к политическому окружению Шрёдера, который постепенно укреплял свои позиции в партии.
С 1989 года Беннетер вновь стал занимать видные партийные посты. После объединения Германии в 1990—1996 был казначеем, в 1996—2000 — заместителем председателя берлинской организации СДПГ.
Позиции Клауса Уве Беннетера укрепились с 1998, когда СДПГ победила на выборах в бундестаг и Герхард Шрёдер занял пост федерального канцлера. В 1999—2002 Беннетер являлся членом Палаты депутатов Берлина. Выступал против коалиции СДПГ с ХДС, за сотрудничество с Партией демократического социализма (бывшая СЕПГ). Как юрист инициировал расследование финансовых поступлений в кассу ХДС.

## Сподвижник канцлера Шрёдера
На выборах 2002 Беннетер стал депутатом бундестага от СДПГ. Был переизбран на выборах 2005. Состоял в парламентской комиссии по федерализму и муниципальной политике, был советником фракции по правовым вопросам. Давал также частные юридические консультации.
Апогей политического влияния Клауса Уве Беннетера пришёлся на середину 2000-х. 21 марта 2004 года он занял пост генерального секретаря СДПГ. В этот период Беннетер считался ближайшим сподвижником и доверенным лицом канцлера Шрёдера. Это отразилось, в частности, в деятельности Беннетера на российском направлении, которое занимало важное место во внешней политике Шрёдера.
Осенью 2005 года Беннетер посетил Москву, встречался с представителями КПРФ и «Единой России», а также с будущим президентом и премьер-министром РФ Дмитрием Медведевым, в то время — главой администрации президента РФ. Визит и переговоры Беннетера рассматривались как стремление правительства Шрёдера укрепить контакты с РФ и выражение озабоченности СДПГ "победным шествием «цветных революций».
Тогда же, в октябре 2005, Беннетер публично опровергал слухи о намерении Шрёдера уйти из политики и стать советником российского «Газпрома». Два месяца спустя Шрёдер принял оплачиваемую должность в консорциуме Северо-Европейский газопровод, крупнейшим акционером которого являлся «Газпром». Таким образом, политически мотивированное опровержение Беннетера не соответствовало истине.

## После поражения
После выборов сентября 2005 произошла смена правительства ФРГ. Герхард Шрёдер ушёл в отставку, федеральным канцлером стала представитель ХДС Ангела Меркель. 15 ноября 2005 года Клаус Уве Беннетер оставил пост генерального секретаря СДПГ и остался оппозиционным депутатом бундестага.
Выборы 2009 принесли СДПГ сокрушительное поражение, ответственность за которое была возложена в том числе на Беннетера. Он лишился депутатского мандата и вернулся к юридической практике.
Помимо политики, Клаус Уве Беннетер известен также как председатель Красного Креста в Штеглиц-Целендорфе. Хобби Клауса Уве Беннетера — разведение голубей.
Клаус Уве Беннетер вдовец, имеет взрослого сына.